# Horace Miner
Horace Mitchell Miner (* 26. Mai 1912 in Saint Paul (Minnesota); † 26. November 1993 in Ann Arbor) war ein US-amerikanischer Soziologe und Anthropologe, der sich mit der Variationsbreite menschlicher Kulturen beschäftigte.

## Leben und Werk
Horace Miner promovierte an der Universität von Chicago, wo er auch einige Zeit unterrichtete. Anschließend arbeitete Miner in Afrika und Südamerika. Er war Verfasser mehrerer Bücher über die Themen „Kultur und Landwirtschaft“ und „Stadtentwicklung im modernen Afrika“. Sein bekanntestes Werk war „Körperrituale der Nacirema“, 1956 in der Fachzeitschrift American Anthropologist veröffentlicht. Horace Miner ist einer der frühen Fachautoren, die sich auch mit Stadtethnologie in Afrika auseinandergesetzt haben. Er hat im Jahr 1967 das Werk "The City in Modern Africa" herausgegeben.
1966 wurde er zum Mitglied der American Philosophical Society gewählt.